# Шановіца
Шановіца (рум. Șanovița) — село у повіті Тіміш в Румунії. Входить до складу комуни Гізела.
Село розташоване на відстані 374 км на північний захід від Бухареста, 38 км на схід від Тімішоари.

## Населення
За даними перепису населення 2002 року у селі проживали 517 осіб, з них 516 осіб (99,8%) румунів. Рідною мовою 516 осіб (99,8%) назвали румунську.